# Affaire Mis et Thiennot
L’affaire Mis et Thiennot, du nom des principaux protagonistes, Raymond Mis et Gabriel Thiennot, est une affaire criminelle et une machination judiciaire qui s'est déroulée dans l'Indre au XXe siècle et qui a fait l'objet de trois procès en cour d'assises entre 1947 et 1950, s'étant conclus par trois condamnations successives des deux accusés. À partir de 1980, certains journalistes ont mis en avant l'hypothèse d'une erreur judiciaire,et c'en est une. Cette éventualité implique que d’autres personnes que les protagonistes condamnés soient les véritables coupables du meurtre du garde-chasse Louis Boistard, et que l’enquête judiciaire originelle ait induit la justice en erreur. Six requêtes en révision, déposées entre 1980 et 2013, ont été rejetées par la justice. Une nouvelle requête, déposée en 2022, est jugée admissible en 2023.

## Faits et enquête
Les faits se déroulent le dimanche 29 décembre 1946, jour de la fermeture de la chasse : Louis Boistard, un des deux garde-chasse du château du Blizon de l'industriel Jean Lebaudy, n’est pas rentré le soir à son domicile. Son épouse, inquiète, informe dans la nuit le régisseur de la propriété, Henri Béthune, qui prévient la gendarmerie de Mézières-en-Brenne dans le département de l'Indre.
Durant la journée du 30 décembre, les gendarmes interrogent en qualité de témoins neuf chasseurs de la veille, dont en premier Gabriel Thiennot, ancien résistant , demeurant chez sa mère, les Mis, le père Jacob et ses deux fils, Raymond et Stanislas, immigrés polonais installés dans la région depuis à peine six mois.
Au matin du mardi 31 décembre, le corps du garde-chasse Louis Boistard est retrouvé criblé de plombs provenant de quatre tirs distincts, à l’étang des Saules, sur la commune de Saint-Michel-en-Brenne, par un garde-chasse, René Beigneux. Aussitôt, la gendarmerie commandée par le chef Lardeau prend les dispositions nécessaires pour protéger les lieux et informe les autorités compétentes qui arrivent l’après-midi sur place : le juge d’instruction de Châteauroux, René Haulon, délivre une commission rogatoire aux policiers de la Brigade criminelle de Limoges. Ces derniers, sous la direction du commissaire Georges Daraud (ancien collabo) connu pour ses méthodes brutales lors de la traque et l'arrestation de juifs, gaullistes et communistes, font un état des lieux, et le médecin légiste procède à l’autopsie de la victime,en présence de M. Lebaudy. Dans l'après-midi, Gabriel Thiennot est interpellé par les gendarmes "dans les rues de Mézières" et placé en garde à vue. 
. Les conclusions de l’autopsie connues, l’inspecteur officier de Police judiciaire Maurice Vidal procède, assisté de deux gendarmes, à une perquisition au domicile de Gabriel Thiennot. Il y découvre une bourre de cartouche de type "Gabel", identique à celle découverte dans une blessure du garde assassiné. C'est un premier indice d’importance. En effet, d’après les blessures, il apparaissait que deux personnes avaient tiré sur le garde avec des fusils de chasse à deux coups. Le rapport d'autopsie relève quatre coups au total, deux coups tirés à une certaine distance et deux coups à bout portant.
À partir des témoignages recueillis, les enquêteurs établissent la liste des chasseurs, invités des Mis, qui ont participé à la chasse.Il est a noter qu'ils sont 14 et ne se connaissent pas les uns et les autres. Chacun est interrogé et fait le même récit de la journée, précisant n’avoir jamais rencontré le garde Boistard. Deux chasseurs, Christian Grosjean et Albert Niceron, voisins des Mis au hameau de La Blinerie, ajoutent avoir quitté prématurément la chasse pour se rendre à Marnoux afin d'y rencontrer le jeune Gérard Gaspard. Il s'agissait de louer ses services pour les travaux de la ferme.
Lorsque l’inspecteur Maurice Vidal se rend à Marnoux pour vérifier leurs dires, Gérard Gaspard lui rapporte des propos de Christian Grosjean décrivant une altercation entre les chasseurs et un garde-chasse dans l'après-midi du dimanche 29 décembre, propos confirmés par son père, Henri Gaspard. Ces renseignements concordent avec les déclarations de Désiré Brunet, de la ferme « Prends-garde à toi », proche de l’étang des Saules où le corps a été retrouvé et qui a déclaré aux gendarmes avoir entendu les éclats d'une dispute entre les chasseurs et le garde Boistard.
Le matin du jeudi 2 janvier, l’inspecteur Vidal entend de nouveau Albert Niceron et lui fait part des éléments qu’il a recueillis auprès de Gérard Gaspard. Niceron, ébranlé, fait à l’inspecteur un autre récit du déroulement de la chasse : deux coups de fusil ont été tirés par Raymond Mis sur le garde Boistard, avec deux coups à bout portant tirés par Gabriel Thiennot. Il rapporte également que le corps du garde a ensuite été transporté dans les ajoncs de l’étang des Hautes Rondières. Il déclara finalement avoir reçu des menaces le lundi matin de Raymond Mis, s’il parlait de ce qu’il avait vu.  
Entendu plus tard par le commissaire Daraud, Christian Grosjean reconnaît aussi les faits.
Le soir du jeudi 2 janvier, gendarmes et policiers font part de leurs découvertes sur le terrain et dans la maison des Mis, et reconstituent les circonstances qui ont conduit au meurtre du garde-chasse Boistard. Vendredi 3 et samedi 4 janvier 1947, les enquêteurs interpellent les chasseurs suspects pour procéder à leur interrogatoire. Dimanche 5 janvier, interrogé par l’inspecteur Vidal, Gabriel Thiennot passe à des aveux circonstanciés. Raymond Mis signe le procès-verbal de ses aveux le 7 janvier, tout comme Bernard Chauvet qui a fait part de son soulagement auprès du chef de la gendarmerie, Lardeau, ex-collègue de son père.
Le juge d’instruction venu de Châteauroux reçoit les aveux de tous les suspects, les place sous mandat de dépôt. Ils sont alors transférés à la maison d’arrêt de Châteauroux. Le commissaire divisionnaire Tardieu, supérieur du commissaire Daraud, est venu sur place se rendre compte du déroulement des opérations.
Les journalistes des deux quotidiens régionaux, présents sur les lieux, rendent compte des événements, sans signaler de violences policières lors des interrogatoires[réf. souhaitée]. Sauf que tous, dès qu'ils sont incarcérés à la prison de Châteauroux reviennent sur leurs aveux. Le commissaire Daraud et ses sbires ayant usé de tous les arguments possibles et imaginables ; coups, oreilles décollées, côtes cassées, tous nus et à genoux sur des régles en fer et surtout la prière des juifs pratiquée par le commissaire Daraud. Ce qu'on peut évidemment qualifier de torture.

## Procès et jugements
À la mi-janvier 1947, André Le Troquer, avocat parisien et homme politique, vient assurer, à leur demande, la défense des chasseurs. Il leur fait accepter un système de défense axé sur la rétractation de leurs aveux, qui auraient été signés sous la pression violente des policiers. Bien que revenant sur le fait qu’ils n’ont jamais rencontré le garde et n'ont tiré aucun coup de feu à son égard, ils ne convainquent pas les jurés.
Entre juin 1947 et juillet 1950, trois procès en cour d'assises se succèdent à Châteauroux, Poitiers et Bordeaux. Ils aboutissent à la condamnation de Raymond Mis et Gabriel Thiennot, pour crime, à 15 ans de travaux forcés et à 10 ans d'interdiction de séjour en France.
Entre-temps, en octobre 1947, un procès au tribunal correctionnel du Blanc condamne leurs compagnons de chasse à des peines de prison « pour abstention volontaire d’empêcher un fait qualifié crime ».
Mis et Thiennot sont graciés (à mi-peine) en 1954 par le président René Coty.

## Publications et requêtes en révision
L’affaire est relancée en 1980 par le livre Ils sont innocents écrit par Léandre Boizeau, créateur du Comité de soutien à Mis et Thiennot, et le seul à ce jour à avoir pu consulter le dossier judiciaire.
Les deux condamnés ont introduit par l'intermédiaire de leurs avocats cinq demandes en révision. La première est déposée à la Chancellerie par Maître Jean-Paul Thibault, le 8 juillet 1980, et a été rejetée fin 1983.
En 1984, une deuxième requête en révision est déposée. Le 19 février 1986, juste avant son départ du ministère de la Justice, Robert Badinter transmet, via le procureur général de la Cour de cassation Pierre Arpaillange, la requête à la chambre criminelle. Celle-ci rend une décision de rejet le 15 juin 1988.
En 1989, une nouvelle loi relative à la révision est votée. Elle transfère la compétence du traitement des demandes du ministère de la Justice à la Cour de cassation. Une Commission de révision des condamnations pénales est chargée d'examiner les demandes « qui lui paraissent pouvoir être admises » et les transmet, si c'est le cas, à la chambre criminelle qui statue en tant que Cour de révision. À la suite de la promulgation de cette loi, une troisième requête est déposée le 17 janvier 1991. Elle est rejetée deux ans plus tard par la Commission de révision des condamnations pénales, le 5 mars 1993.
Une sixième demande, déposée le 8 février 2013 à titre posthume (Thiennot meurt en 2003 et Mis en 2009) par Maître Jean-Pierre Mignard qui demande à la Commission de révision l'annulation d'une partie du dossier, à savoir les témoignages recueillis sous la contrainte (au regard de la Convention contre la torture de 1984, signée par la France en 1986), est examinée, les prévenus auraient avoué sous la torture du supplice de « la prière des juifs ». Le supplice consistait à mettre « des règles en fer passées entre les doigts que les enquêteurs serraient ». Selon une voisine de la gendarmerie, « les hurlements qu’on entendait, étaient si atroces que personne n’ouvrait plus les contrevents des maisons ». À leur arrivée à la prison de Châteauroux, deux gardiens auraient constaté « les traces des sévices subis : dents et côtes cassées, oreilles à demi-arrachées, doigts brisés, poumon perforé ». En revanche le docteur Gadeau, médecin de la prison, s'était montré beaucoup plus mesuré, se contentant d'affirmer lors du premier procès que les accusés portaient « quelques marques » lors de leur incarcération. Ces accusations avaient été également vivement réfutées par l'inspecteur Vidal lui-même. La révision est rejetée le 16 mars 2015 par la commission d'instruction de la Cour de révision et de réexamen instituée par la loi no 2014-640 du 20 juin 2014 sur la réforme des procédures de révision et de réexamen,,.
En 2013, Jean Petitprêtre, le maire socialiste du Poinçonnet (Indre), inaugure un bâtiment communal « Mis et Thiennot » dans sa commune.
La loi du 22 décembre 2021 pour la confiance dans l'institution judiciaire permet, pour cette affaire, un nouveau cas de révision pour les : « condamnations prononcées par une cour d'assises […] après des aveux recueillis à la suite de violences exercées par les enquêteurs ». Ainsi, une septième requête en révision est déposée le 1er juin 2022,,.
Le 22 juin 2023, alors que la commission d'instruction de la Cour de révision  entend les avocats des familles Mis et Thiennot et l'avocat général, celui-ci se prononce pour une dissociation des condamnations et pour l'annulation de celle de Raymond Mis, qui aurait été victime de violences. Le 5 octobre 2023, la commission d'instruction ordonne la révision du procès, avec le retrait d'une trentaine de procès-verbaux dont la commission estime qu'ils ont été obtenus par la violence,.
En avril 2024, la fille de Louis Boistard – qui ne s'était pas manifestée lors des six demande de révision – demande à son avocat d'intervenir. François Saint-Pierre, engage une procédure de question prioritaire de constitutionnalité en vue de revenir sur la décision de la Commission d'instruction, arguant que la loi du 22 décembre 2021 ne s'appliquerait qu'à une affaire spécifique et sans portée globale, et également que sa cliente n'a pas été tenue informée de la procédure de révision et de la date des audiences, et fait donc opposition à la décision de saisine. Le 28 juin 2024, la Cour de révision décide de ne pas transmettre la QPC au Conseil constitutionnel. Le 5 décembre 2024, constatant que Mme Boistard n'a pas été avisée ni entendue, elle renvoie le dossier devant la Commission d'instruction.

## Le Comité de défense Mis et Thiennot pour leur réhabilitation
Le Comité de défense Mis et Thiennot a été créé dans les années 1980 et existe toujours avec plus de 250 adhérents et ce plus de 40 ans après sa création, il existe aussi un « comité d'honneur national » avec notamment le chroniqueur judiciaire Frédéric Pottecher.
En 2018, désirant donner une ampleur nationale à leur combat, les membres du comité, présidé par Helga Potier, organisent  un nouveau comité d'honneur auquel adhèrent les Bodin's, les écrivains Gilles Perrault et Nancy Huston, ainsi que l’ancien président de la Ligue des droits de l’homme, Henri Leclerc.
Une trentaine de communes de l'Indre et du Cher ont donné le nom de Mis-et-Thiennot à l'une de leurs rues, places ou bâtiments. Il est a noter que toutes ces communes sont dans l'illégalité car il est interdit de donner le nom d'une rue ou autre édifice du nom de personnes condamnées.

### Documentaire
- Présumés coupables, l’affaire Mis & Thiennot, film documentaire de 52 min réalisé par Dominique Adt, 2008.

### Émissions de radio
- Série La Nuit des Faits divers (13 épisodes). "Épisode 3 : Meurtre au domaine du Blizon", France-Culture
- "Mis et Thiennot : 72 ans d’erreur judiciaire", Affaires sensibles, vendredi 25 février 2022, Fabrice Drouelle, France-Inter